# Liv Kristine Espenæs

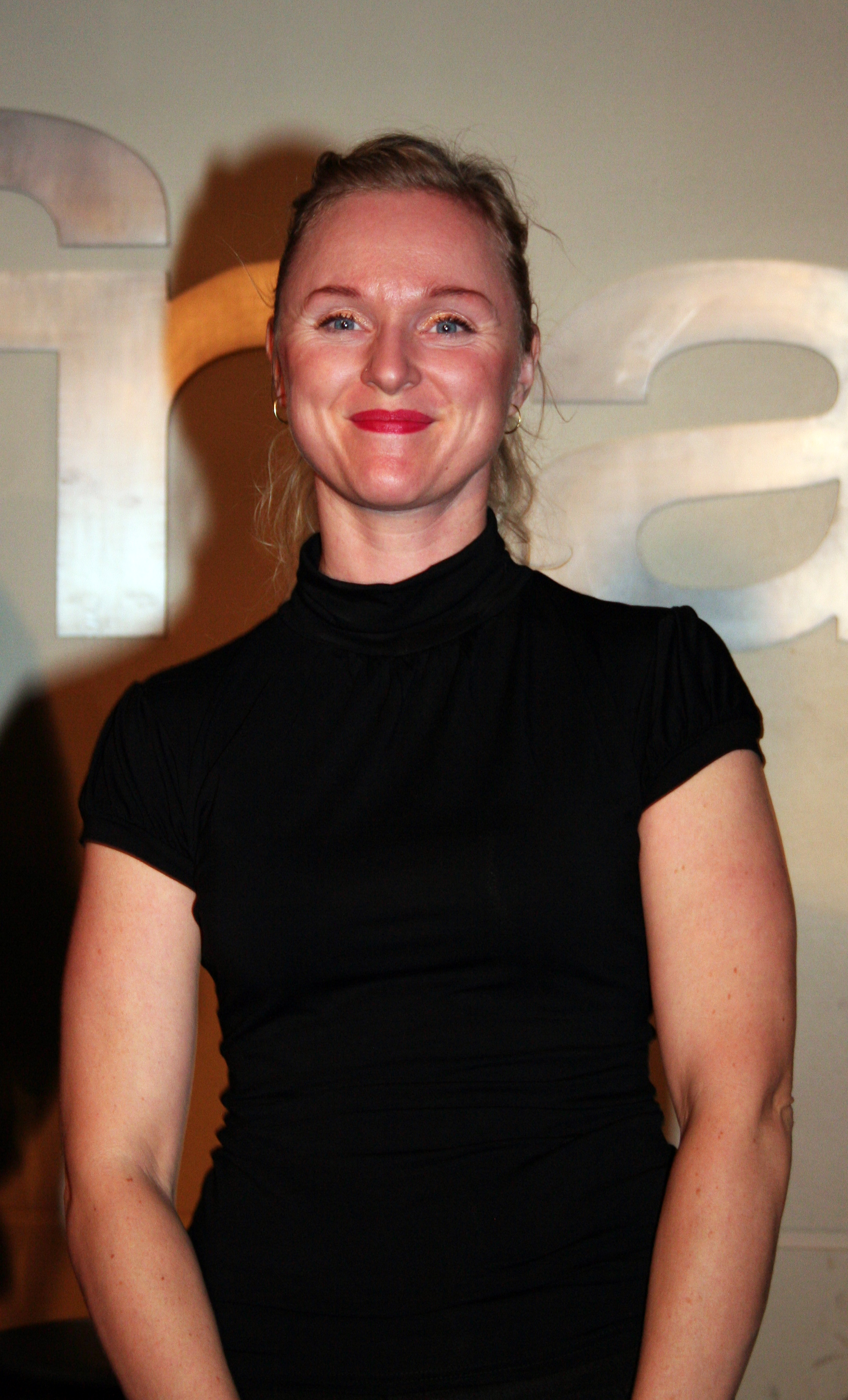
Liv Kristine

Liv Kristine Espenæs (Stavanger, Noorwegen, 14 februari, 1976) – alias Liv Kristine – is de voormalige zangeres van Leaves' Eyes en Theatre of Tragedy.

## Carrière
Reeds muzikaal op jonge leeftijd, sloot Liv Kristine zich aan bij Theatre of Tragedy als achtergrondzangeres en niet veel later deelde zij zangpartijen met Raymond István Rohonyi. Ze werd uit Theatre of Tragedy gezet nadat ze naar Duitsland verhuisd was en een nieuwe groep, Leaves' Eyes, opgericht had, met de muzikanten van Atrocity. Ze heeft ook enkele soloalbums uitgebracht. Liv Kristine heeft een sopraan stemgeluid. In april 2016 kondigde Leaves' Eyes aan dat Liv Kristine niet langer hun zangeres is.
Liv Kristine heeft met verschillende bands samengewerkt. Onder andere werkte zij samen met Delain, zowel op album als live.
Tegenwoordig is Liv Kristine onderdeel van de band Coldbound: deze heeft het nummer Slumber of Decay uitgebracht waarin zij de leidende vocaliste is.

## Privéleven
Liv Kristine was van 2003 tot 2016 getrouwd met Alexander Krull, de zanger van de Duitse band Atrocity. Ze hebben een zoon.
Haar jongere zus, Carmen Elise Espenæs, is de zangeres van Midnattsol.

## Discografie

### Met Theatre of Tragedy
- Theatre of Tragedy - demo (1994)
- Theatre of Tragedy (1995)
- Velvet Darkness They Fear (1996)
- A Rose for the Dead - ep (1997)
- Aégis (1998)
- Musique (2000)
- Closure: Live - live (2001)
- Inperspective - compilatie-ep (2001)
- Assembly (2002)

#### Singles
- Der Tanz der Schatten (1996)
- Cassandra (1998)
- Image (2000)
- Machine (2001)
- Let You Down (2002)
- Envision (2002)

### Met Leaves' Eyes
- Lovelorn (2004)
- Elegy (ep, 2005)
- Vinland Saga (2005)
- Legend Land (ep, 2006)
- We Came with the Northern Winds: En Saga i Belgia (cd/dvd, 2009)
- Njord (2009)
- Meredead (2011)
- Symphonies of the Night (2013)
- King of Kings (2015)

#### Singles
- Into Your Light (2004)
- Elegy (2005)
- My Destiny (2009)

### Solowerk

#### Studioalbums
- Deus Ex Machina (1998)
- Enter My Religion (2006)
- Skintight (2010)
- Libertine (2012)
- Vervain (2014)

#### Ep's
- Fake a Smile (2006)

#### Singles
- 3am (1998)
- Take Good Care (1998)
- 3am - Fanedition (1999)
- One Love (1999)
- Fake a Smile (2006)